# Swiss und die Andern
Swiss und die Andern (auch in anderen Schreibweisen u. a. mit „+“ oder „&“ statt „und“) ist eine deutsche Punkrock-Band mit Crossover-Einflüssen. Die Formation aus Hamburg besteht aus dem Frontmann Swiss, dem Bassisten Matze Grimm, dem Gitarristen Jakob Schulze, dem Schlagzeuger Tobias Gerth und dem DJ Da Wizard. Der Stil der Gruppe ist dabei stark von politischen Themen beeinflusst.

## Geschichte
Im September 2014 veröffentlichte sie mit der EP Schwarz Rot Braun ein erstes offizielles Release über das eigene Label Missglückte Welt (Vertrieb via Soulfood). Zum Release spielten Swiss und Die Andern drei Live-Shows für Fans und Musikjournalisten auf einer Kutter-Fahrt über die Elbe im Hamburger Hafen. Im Herbst 2014 begleiteten Swiss und Die Andern die Band J.B.O. auf ihrer Tour durch Deutschland, Österreich und die Schweiz. Auftritte bei Inas Nacht in der ARD sowie auf mehreren Festivals folgten.
Bereits im Januar 2015 erschien das Debütalbum Große Freiheit, mit dem Swiss und die Andern Platz 44 der Albumcharts in Deutschland erreichten. Die Videoauskopplungen zu Vermisse dich und Asche zu Staub schafften es auf Rotation bei mehreren TV-Sendern. 2016 folgte das zweite Album Missglückte Welt und nach der 2017 veröffentlichten EP Wir gegen die ist im Sommer 2018 das dritte Album Randalieren für die Liebe erschienen. Das vierte Album Saunaclub erschien 2020, das fünfte Album Orphan folgte Anfang Februar 2021.

## Stil
Die Gruppe spielt schnellen Punk mit Crossover- und Hip-Hop-Einflüssen. Die Band identifiziert sich als links und bezeichnet die eigene Musik als „Zekkenrap“. Dies ist ein ständiger thematischer Einfluss. So werden z. B. Nationalismus, Gentrifizierung und die Punkszene thematisiert. Ebenfalls ein wesentlicher Bestandteil der Musik sind die zahlreichen Gastmusiker aus Rap und Punk.

## Kritik
Die Fans der Band (die sich auch selbst als “Zecken” bezeichnen) sind in sogenannten Sippschaften organisiert. Diese besonders treuen Fans sollen die Band mit Werbung unterstützen und bekommen dafür laut Eigenaussage früheren Zugang zu Tickets und Merchandise, und sie erhalten bereits zum Soundcheck vor Konzerten Einlass. Laut eines Berichts in der Main-Post vom Juni 2022 gibt es Kritik in sozialen Medien, nach der die Band gegen die antikapitalistische und konsumkritische Haltung der Punk-Szene verstoße, indem sie ihren Fans teure Fanartikel verkaufe und die „Sippschaften“ sektenähnliche Strukturen fördern würden.

## Diskografie
Studioalben

| Jahr | Titel Musiklabel                                              | Höchstplatzierung, Gesamtwochen, AuszeichnungChartsChartplatzierungen (Jahr, Titel, Musiklabel, Platzierungen, Wochen, Auszeichnungen, Anmerkungen) | Anmerkungen                           |
| Jahr | Titel Musiklabel                                              | DE | Anmerkungen                           |
| ---- | ------------------------------------------------------------- | --- | ------------------------------------- |
| 2015 | Große Freiheit Missglückte Welt/Soulfood                      | DE44 (1 Wo.)DE | Erstveröffentlichung: 9. Januar 2015  |
| 2016 | Missglückte Welt Missglückte Welt/Soulfood                    | DE28 (1 Wo.)DE | Erstveröffentlichung: 1. April 2016   |
| 2018 | Randalieren für die Liebe Missglückte Welt/Soulfood           | DE2 (1 Wo.)DE | Erstveröffentlichung: 24. August 2018 |
| 2020 | Saunaclub Missglückte Welt/Soulfood                           | DE4 (1 Wo.)DE | Erstveröffentlichung: 1. Mai 2020     |
| 2021 | Orphan Missglückte Welt/Soulfood                              | DE2 (1 Wo.)DE | Erstveröffentlichung: 5. Februar 2021 |
| 2023 | Erstmal zu Penny Missglückte Welt/Columbia                    | DE1 (1 Wo.)DE | Erstveröffentlichung: 19. Mai 2023    |
| 2024 | 10 Jahre Swiss + Die Andern Best of Missglückte Welt/Soulfood | DE2 (1 Wo.)DE | Erstveröffentlichung: 16. August 2024 |